# Riley Park–Little Mountain
Riley Park–Little Mountain és un barri situat a l'illa de Vancouver, Colúmbia Britànica. Els seus límits són la 41st Avenue al sud, la 16th Avenue al nord, Cambie Street a l'oest i Fraser Street a l'est. La principal via comercial del barri és Main Street. Little Mountain és l'antic nom d'una pedrera situada al que actualment és Queen Elizabeth Park; els seus jardins són alguns dels llocs més populars de Vancouver. A l'estiu s'omplen de turistes. Hi ha un camp de pitch and putt i un altre de disc golf. Al barri també es troben diverses instal·lacions esportives com araː el Nat Bailey Stadium, el Millennium Sports Centre, el Vancouver Racquets Club, el Vancouver Curling Club, etc.